# WZ Andromedae
Désignations
WZ Andromedae (en abrégé WZ And) est une binaire à éclipses de la constellation d'Andromède. Sa magnitude apparente varie de 11,6 à 12,0 sur un intervalle de 16,7 heures.

## Variabilité
La variabilité de WZ Andromedae a été découverte par Henrietta Swan Leavitt. Elle présente les deux éclipses habituelles, une principale et une secondaire avec une baisse de magnitude moins prononcée pour cette dernière. Toutefois, la période de 16,7 jours s'est avérée varier dans le temps, sans tendance solide.

## Système
Dans une binaire à éclipses, l'intervalle de 16,7 jours est également la période orbitale. Les deux étoiles ont des types spectraux respectifs de F5 et G3, et elles ont quasiment la même masse. Ils pourraient être si proches qu'un transfert de masse se produit dans le système, modifiant ainsi la période orbitale dans le temps. Une explication alternative pourrait être la présence dans le système de deux compagnons de faible masse avec des périodes orbitales de 50 à 70 années respectivement. Leur contribution à la luminosité du système serait cependant négligeable (moins de 1 %), mais elles auraient une grande séparation angulaire (45 à 72 mas) des deux étoiles principales.